# Józef Szmidt
Józef Szmidt (även Jozef Schmidt), född 28 mars 1935 i Miechowitz, Beuthen, Tyskland (i nuvarande Schlesiens vojvodskap, Polen), död 29 juli 2024 i Zagozd i Västpommerns vojvodskap, var en polsk trestegshoppare. 
Szmidt vann OS-guld i tresteg 1960 i Rom och 1964 i Tokyo samt EM-guld 1958 i Stockholm och 1962 i Belgrad. Han blev 1960 med ett hopp på 17,03 m först i världen att hoppa tresteg över 17 meter.
Szmidt flyttade till Västtyskland 1975 men återvände till Polen 1992. Hans 4 år äldre bror Edward Szmidt deltog i OS 1956 på 200 meter och i Polens 4 x 100 meters-lag.

## Utmärkelser
- Przegląd Sportowys pris,  1960
- Przegląd Sportowys pris,  1964
- Arbetets baners order, andra graden
- Arbetets baners order, första graden
- Officer av Polonia Restituta

[Redigera Wikidata]